# Stanisław Kwaśnik
Stanisław Kwaśnik (ur. 6 marca 1886 w Tarnowie, zm. 22 września 1961 w Poznaniu) – polski kompozytor, dyrygent i pedagog.

## Życiorys
Urodził się 6 marca 1886 roku w Tarnowie w Galicji. Był synem urzędnika kolejowego, Ludwika i Agnieszki z Gawlików. Uczył się w seminarium nauczycielskim w Samborze, jednocześnie pobierając lekcje muzyki prywatnie. W Samborze grał w kwartecie smyczkowym. Nawiązał też kontakty z chórami lwowskimi. Prowadził chóry mieszane (chłopięco-męskie), m.in. w Drohobyczu. Od 1906 pracował jako nauczyciel śpiewu w Drohobyczu. W miejscowej szkole prowadził chór „Echo” oraz „Chór Nauczycielski”.
W latach 1914–1915 ewakuowano go do Czech, a w 1916 przeniósł się do Borysławia, gdzie założył chór mieszany „Hejnał” i prowadził orkiestrę robotniczą. W 1920 osiedlił się na stałe w Poznaniu, gdzie bardzo szybko stał się prawą ręką Feliksa Nowowiejskiego w Chórze Narodowym. Od 1921 pracował z chórami „Harmonia”, „Echo” i „Hasło” (z tym ostatnim, kolejowym, pracował w latach 1924–1934, 1938–1939 i 1945–1946 i odnosił sukcesy międzynarodowe). Od 1931 do 1933 był sekretarzem generalnym Wielkopolskiego Związku Śpiewaczego. W 1929 wziął udział we Wszechsłowiańskim Zjeździe Śpiewaczym. Koncertował w Szwajcarii, Francji, Belgii, Austrii i na Węgrzech. 
Okupację niemiecką spędził w Poznaniu. Pracował wówczas jako robotnik. Brał udział w tajnym nauczaniu. W marcu 1945 zorganizował na nowo Chór Męski „Hasło” (prowadził go do jesieni 1946). W 1945 przyczynił się do reaktywacji Wielkopolskiego Związku Śpiewaczego, gdzie do 1954 był dyrektorem artystycznym, a potem członkiem honorowym. Od 1947 był zastępcą dyrektora artystycznego ogólnopolskiego Zjednoczenia Polskich Zespołów Śpiewaczych i Instrumentalnych. 

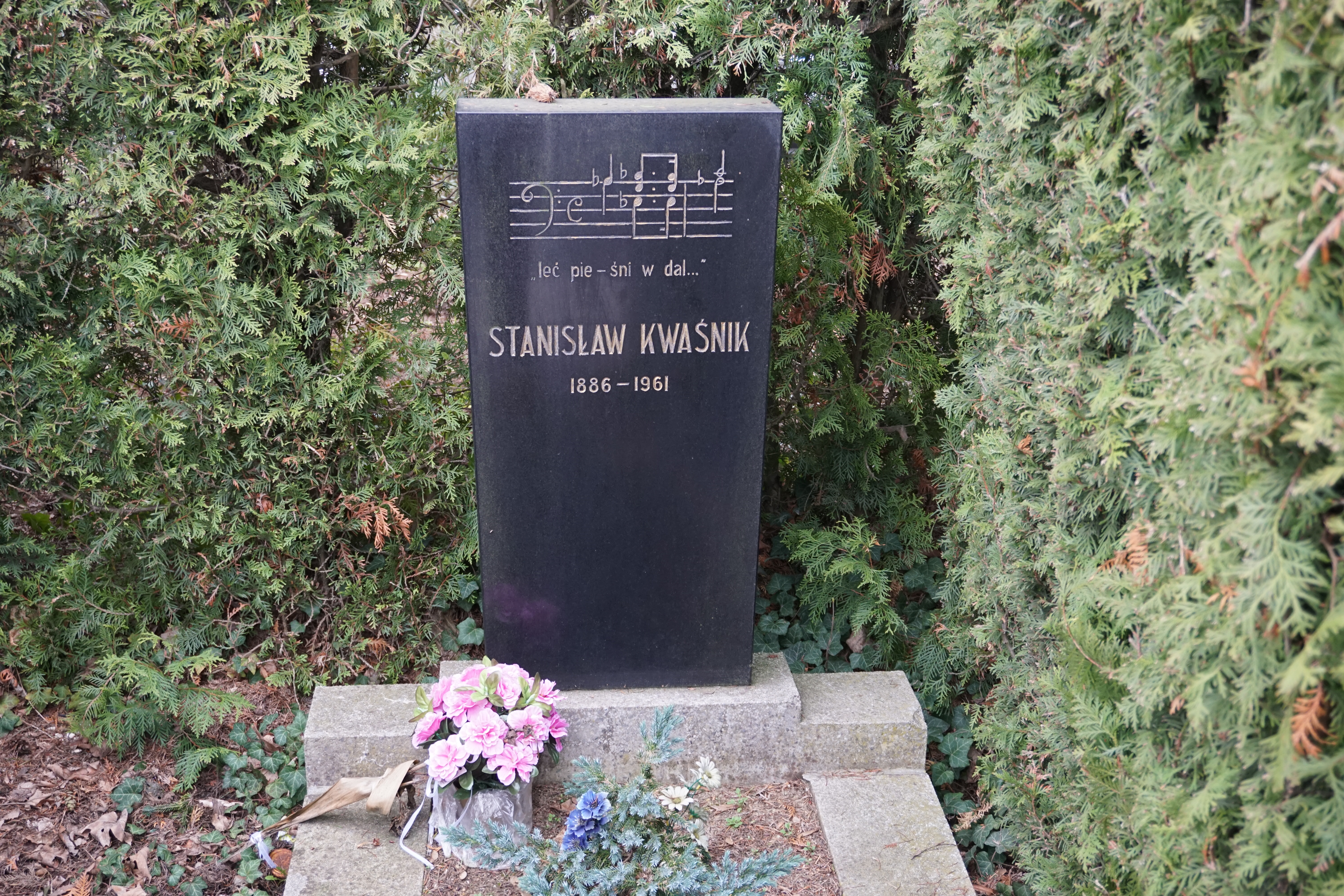
Grób Stanisława Kwaśnika na Cmentarzu Junikowskim

Zmarł 22 września 1961 roku w Poznaniu. Został pochowany 26 września 1961 w Alei Zasłużonych na Cmentarzu komunalnym na Junikowie w Poznaniu (AZ-L-17).

## Publikacje
Autor 28 prac w 32 publikacjach w dwóch językach (po polsku i po rosyjsku).

## Ordery i odznaczenia
- Krzyż Kawalerski Orderu Odrodzenia Polski
- Srebrny Krzyż Zasługi (10 listopada 1933)[6]
- Złota Honorowa Odznaka Śpiewacza z wieńcem laurowym[3]

## Życie prywatne
Jego żoną była Karolina z domu Kopczyk (1886–1952). Miał z nią dwoje dzieci: Marię (ur. 1907) i Ludwika (ur. 1911).